# Radigost

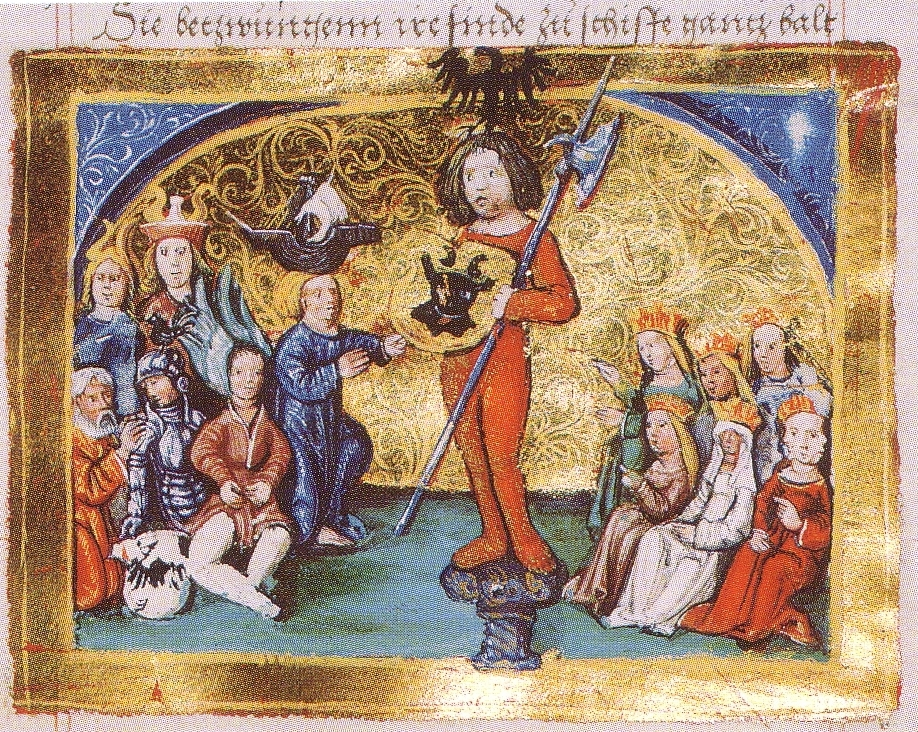
Radigost con fedeli. Illustrazione del XV secolo tratta da Cronaca sassone di Georg Burkhardt.

Radigost (Radogost, Redigast, Radagast, o altre grafie simili) è il protettore delle città, dei commercianti, dei viaggiatori, degli stranieri e dell'ospitalità nella mitologia slava.
Il suo nome deriva dalle antiche parole slave raditi (rallegrare, allietare) e gost (ospite).
Dalla sua figura ha preso spunto lo scrittore e filologo J. R. R. Tolkien per la creazione dello stregone Radagast.

## Leggende
Le leggende vogliono che Radigost punisse gli uomini che non si prendevano cura dei loro ospiti o che rifiutavano di dare ristoro ai viaggiatori di passaggio. Coloro che, invece, dimostravano ospitalità e benevolenza nei confronti degli stranieri, ricevevano la benedizione del dio e potevano essere certi di ricevere un trattamento cordiale e premuroso quando erano loro a mettersi in viaggio.

## Venerato dai polabi

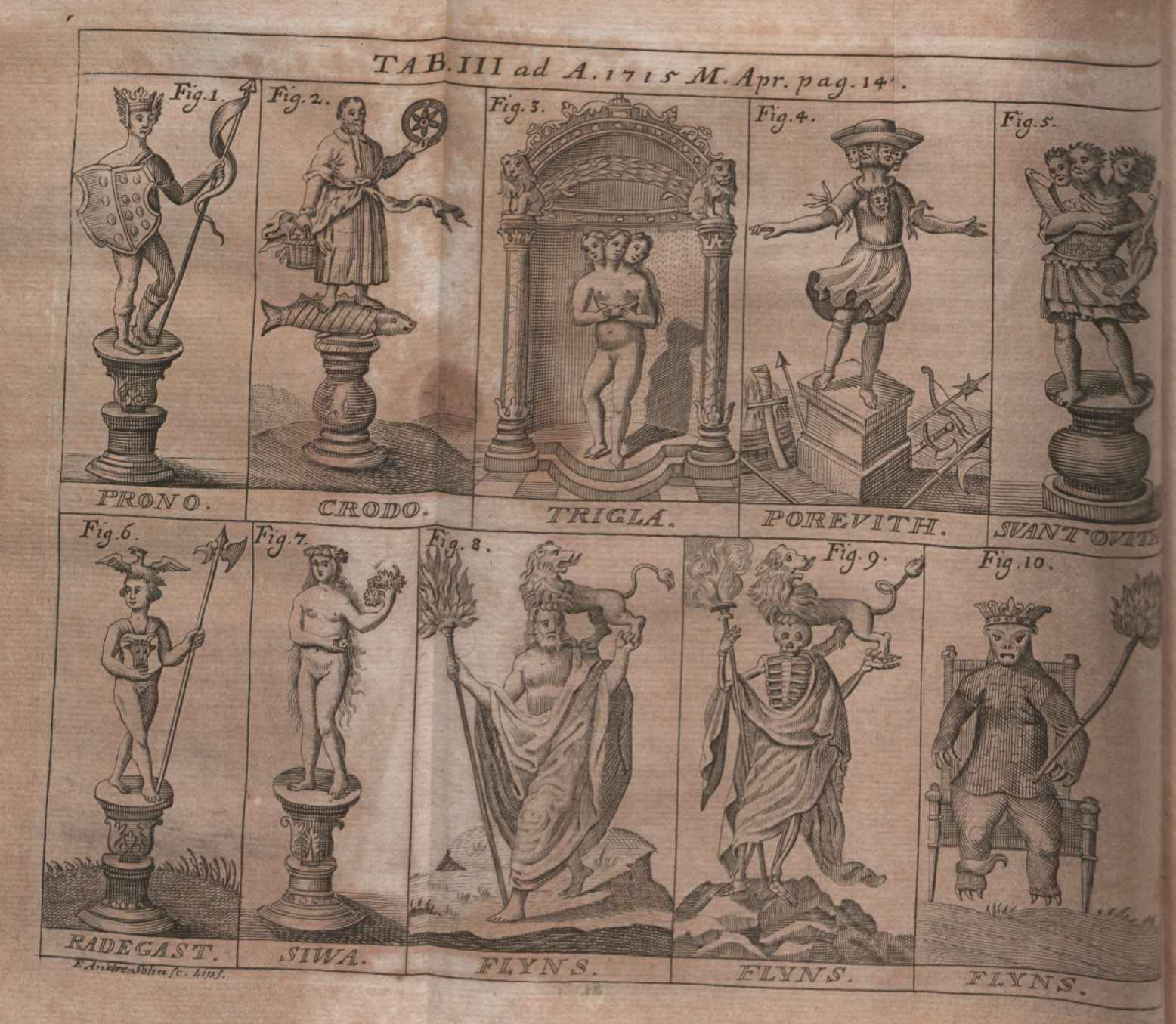
Fig. 6: Rappresentazione di Radigost in una tavola pubblicata sugli Acta Eruditorum del 1715 ad illustrazione della recensione de Historia lusatica... di Samuel Grosser

Radigost era venerato soprattutto dalle tribù polabe che abitavano nei territori compresi tra i fiumi Elba e Oder, nell'attuale Germania orientale. Il suo culto in queste zone lascia traccia nella toponomastica locale, come nel caso della cittadina tedesca di Alt Rehse, anticamente chiamata Redigast, Radigast o Rethra da slavi e tedeschi. Questo era anche il principale centro politico dei polabi, che nel periodo finale del paganesimo onoravano Radigost come dio supremo protettore delle loro tribù. Ma il culto del dio era diffuso anche presso altre popolazioni slave, come possiamo notare dal nome del monte Radhošť in Moravia, sul quale si trova una statua raffigurante questa divinità.